# Obereubigheim
Obereubigheim ist eine Kleinsiedlung der Gemeinde Ahorn im Main-Tauber-Kreis in Baden-Württemberg.

## Geographie

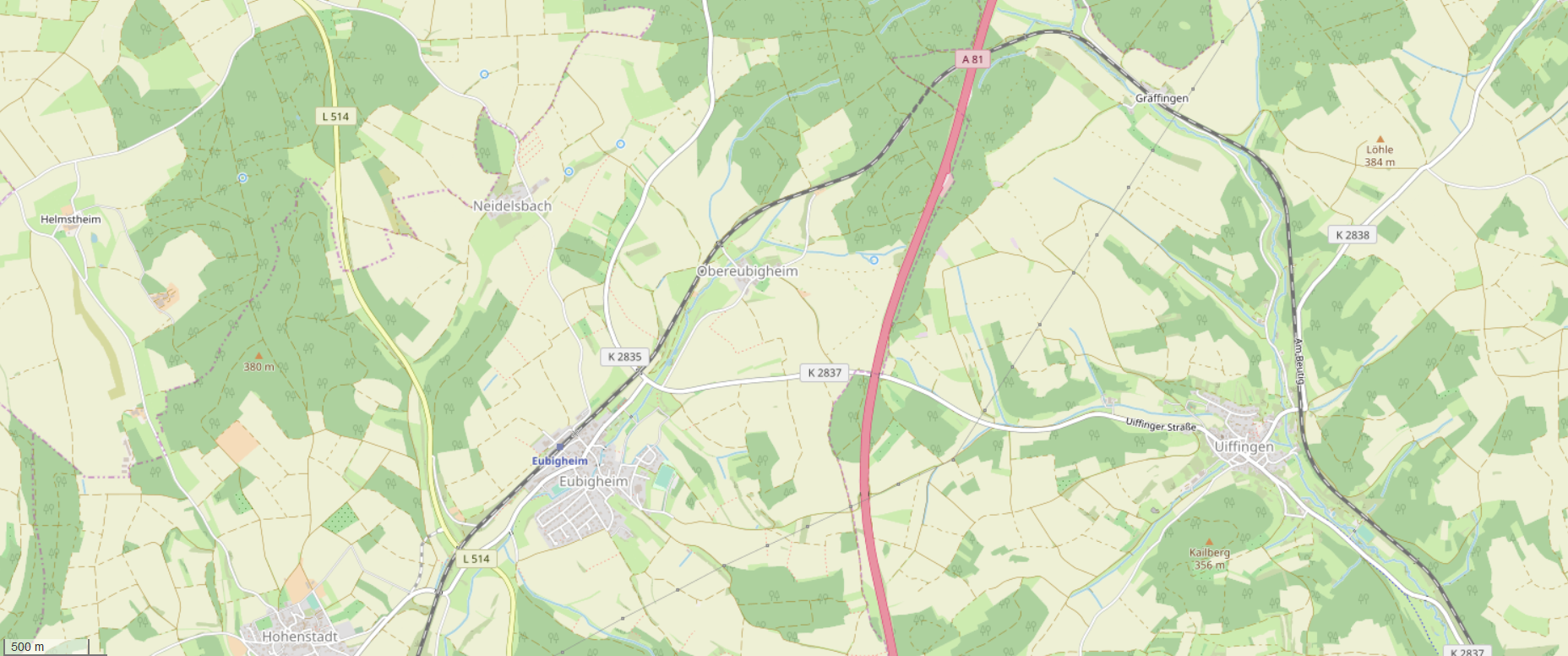
Lage von Obereubigheim

### Geographische Lage
Obereubigheim liegt im Bauland, einer vom Muschelkalk im Untergrund bestimmten, kleinhügeligen Ackerlandschaft mit Waldinseln an den steileren Hängen der Täler. Am Weiler Obereubigheim vorbei und dann durch das größere Dorf (Unter-)Eubigheim des Gemeindeteils hindurch fließt etwa südwestlich die hier noch Eubigheimer Bach genannte Rinna, der große linke Oberlaufzufluss der Kirnau.

### Nachbargemeinden
Neben den beiden Gemeindeteilen Obereubigheim und (Unter-)Eubigheim liegt in einem Nebental der Weiler Neidelsbach.

## Geschichte
1573 wurde Obereubigheim erstmals urkundlich erwähnt, das seitdem von (Unter-)Eubigheim (das alte Dorf) unterschieden wird. Obereubigheim wurde als Hofgut der Freiherren von Bettendorf von Eubigheim aufgeteilt. Am 1. Dezember 1971 wurde die Gemeinde Eubigheim in die neue Gemeinde Ahorn eingegliedert.